# Ernest Tidyman
Ernest Tidyman (* 1. Januar 1928 in Cleveland, Ohio; † 14. Juli 1984) war ein US-amerikanischer Schriftsteller und preisgekrönter Drehbuchautor.
Von 1945 bis 1946 war Tidyman bei der U.S. Army. Zwischen 1954 und 1966 arbeitete er als Journalist (zum Beispiel für die New York Post und New York Times).
Tidyman wurde unter anderem durch seine Drehbücher zu den Filmen Shaft und French Connection – Brennpunkt Brooklyn berühmt. Insgesamt schrieb Tidyman sieben Shaft-Romane. Die in Deutschland bis dahin nur gekürzt und entstellt übersetzten Romane wurden im Jahr 2004 vom Pendragon Verlag in neuer, den Originalen folgenden Übersetzungen verlegt.

## Werke

### Romane
- Shaft, 1970, (Shaft und das Drogenkartell)
- Shaft's Big Score, 1972 (Shaft beim Kongress der Totengräber)
- Shaft Among The Jews, 1972 (Shaft und die sieben Rabbiner)
- Shaft Has A Ball, 1973 (Shaft und das Mordkomplott)
- Good-bye Mr. Shaft, 1973 (Shaft und die verlorenen Söhne)
- Carnival Of Killers, 1974 (Shaft und der Karneval für Killer)
- The Last Shaft, 1975 (Shaft und die Geldwäscher)

### Literarische Filmvorlagen
- 1949: Unschuldig verurteilt (For them that trespass)
- 1972: Shaft in Afrika
- 1973: Calahan

### Drehbücher
- 1970: Shaft
- 1971: French Connection – Brennpunkt Brooklyn (The French Connection)
- 1972: Ein Fremder ohne Namen (High Plains Drifter)
- 1972: Shaft – Liebesgrüße aus Pistolen
- 1975: Der einsame Job (Report to the Commissioner´)
- 1976: Abrechnung in San Franzisko (Gli esecutori)
- 1978: Der Bulldozer (A Force of One)
- 1979: Der Weg zur Macht (Power)
- 1979: Mauern des Schweigens (Dummy)
- 1980: Alcatraz (The Whole Shocking Story)
- 1980: Das Guyana-Massaker (Guyana Tragedy: The Story of Jim Jones)
- 1982: Flug aus der Hölle (Last plane out)
- 1985: Harrys Schatten (Brotherly Love)
- 1985: Las Vegas Cop (Stark)

## Hörspiele
- "Shaft und das Drogenkartell"; (SWR 2004, Regie: Annette Kurth)
- "Shaft und die sieben Rabbiner"; (SWR 2004, Regie: Leonhard Koppelmann)
- "Shaft beim Kongress der Totengräber"; (SWR 2005, Regie: Annette Kurth)
- "Shaft und das Mordkomplott"; (SWR 2005, Regie: Leonhard Koppelmann)
- "Shaft und die verlorenen Söhne" (SWR 2006, Regie: Leonhard Koppelmann)
- "Shaft und der Karneval der Killer" (SWR 2008, Regie: Leonhard Koppelmann)
- "Shaft und die Geldwäscher" (SWR 2008, Regie: Leonhard Koppelmann)